# Маринич Олександр Іванович
Олександр Іванович Маринич (10 квітня 1915, Кам'янське, Україна — †23 жовтня 1966, Київ, Україна) — видатний радянський педагог, дефектолог.

## Біографія
10 квітня 1915 року народився у місті Кам'янське, виріс в Миколаєві; батько Олександра був священиком, а мати померла одразу, як народився Олександр.
У вересні 1923 році пішов до церковноприходської школи для хлопчиків. Але вже в жовтні виникла пожежа, будівля церковноприходської школи згоріла, діти навчалися у приватній хаті.
1936—1941 роках навчався у Київському педагогічному інституті імені О. М. Горького.
У період Другої світової війни 1941—1945 був на фронті, офіцер-розвідник. Воював під Дніпром, в Одесі, Москві, Польщі. Після війни повернувся у Київ.
1946—1966 роки працював викладачем у Київському педагогічному інституті імені О. М. Горького на кафедрі дефектології.
Помер 23 жовтня 1966 року в Києві, похований на Байковому кладовищі.